# Tomaso Montanari

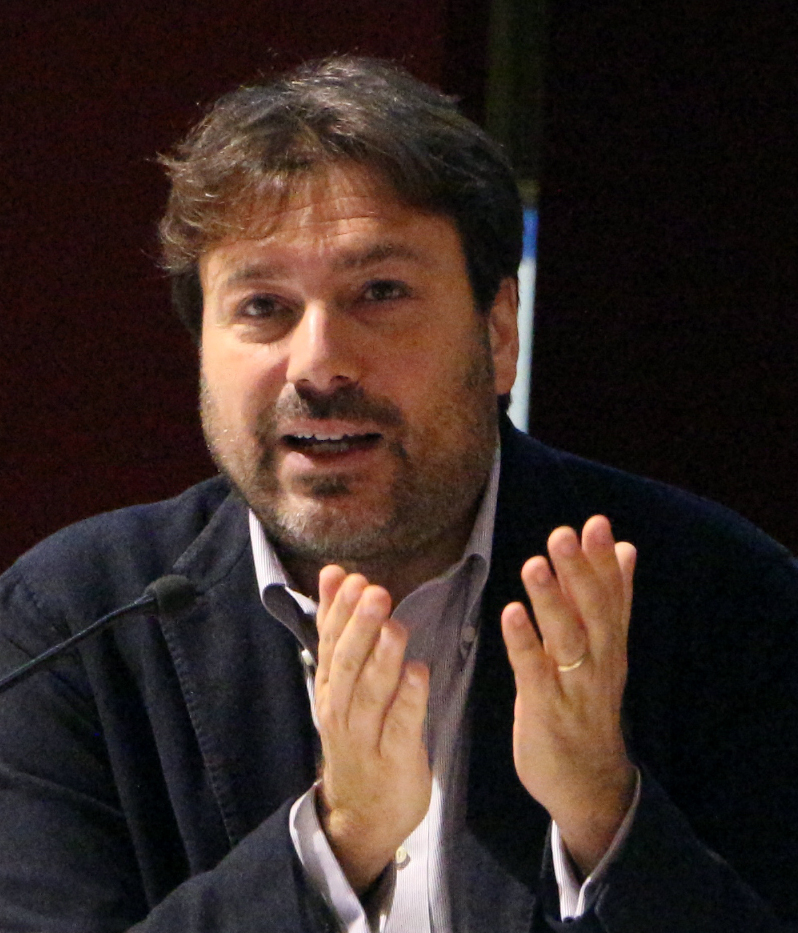
Tomaso Montanari (2016)

Tomaso Montanari (geboren 15. Oktober 1971 in Florenz) ist ein italienischer Kunsthistoriker.

## Leben
Tomaso Montanari besuchte das Liceo ginnasio Dante in Florenz. Er studierte bei Paola Barocchi an der Scuola Normale Superiore di Pisa, wo er 1994 die Diplomarbeit Le collezioni romane di Cristina di Svezia e del cardinal Decio Azzolino schrieb und 1998 mit der Dissertation Alle origini della storiografia berniniana promoviert wurde. Danach arbeitete er bis 2004 an der Università degli Studi della Tuscia in Viterbo und war dann bis 2008 als Assistenzprofessor an der Università di Roma Tor Vergata beschäftigt. Danach wechselte er an die Universität Neapel Federico II, wo er 2015 zum Ordinarius für Kunstgeschichte berufen wurde. 2018 wechselte er an die Ausländeruniversität Siena. Er wohnt weiterhin im Viertel Pignone in Florenz.
Montanari wendet sich in seinen Schriften gegen die Privatisierung und Kommerzialisierung der Kunst und gegen den Irrglauben, die Kunst könne die italienische Wirtschaft beflügeln, ohne dass die Kunstwerke durch die ständigen Transporte zu Ausstellungen Schaden nehmen, und plädiert für eine Verlangsamung der Kunstanschauung. Montanari war es auch, der im Frühjahr 2012 den Bücherraub des Marino Massimo De Caro in der Biblioteca dei Girolamini mit einem Artikel in Il Fatto Quotidiano publik machte.
Montanari erhielt 2013 den Verdienstorden der Italienischen Republik.

## Schriften (Auswahl)
- (Mhrsg.): Bernini pittore. Catalogo della mostra. Silvana, 2007
- L’amore e la rabbia : dialogo con Luigi Spezzaferro. Rom : Carocci, 2008
- A cosa serve Michelangelo?. Turin : Einaudi, 2011
- Il Barocco. Turin : Einaudi, 2012
- La madre dei Caravaggio è sempre incinta. Mailand : Skira, 2012
- L’Età barocca. Le fonti per la Storia dell’Arte (1600–1750). Rom : Carocci, 2013
- Le pietre e il popolo. Restituire ai cittadini l’arte e la storia delle città italiane. Rom : Minimum fax, 2013
- Costituzione incompiuta. Turin : Einaudi, 2013
- Istruzioni per l’uso del futuro. Il patrimonio culturale e la democrazia che verrà. Rom : Minimum fax, 2014
- Alfabeto figurativo. Trenta opere d’arte lette ai più piccoli. Mailand : Skira, 2014
- Privati del Patrimonio. Turin : Einaudi, 2015